# Der Hausmeister
Der Hausmeister (englisch: The Caretaker) ist ein Theaterstück des Literatur-Nobelpreisträgers Harold Pinter. Erschienen 1959, fand es seine Welturaufführung am 27. April 1960 im Londoner Arts Theatre mit Donald Pleasence als Davies, Peter Woodthorpe als Aston und Alan Bates als Mick unter der Regie von Donald McWhinnie, und wechselte einen Monat später an das größere Duchess Theatre. Von der Uraufführungsinszenierung wurden 425 Vorstellungen gegeben. Am 4. Oktober 1961 folgte die amerikanische Erstaufführung am New Yorker Broadway im Lyceum Theatre weitgehend mit der Londoner Besetzung, wobei allerdings Robert Shaw die Rolle des Mick übernahm. Die deutschsprachige Erstaufführung in der Übersetzung von Michael Walter fand am 29. Oktober 1960 am Düsseldorfer Schauspielhaus statt mit Otto Rouvel als Davies, Klaus Knuth als Aston und Karl-Heinz Martell als Mick, Regie führte Friedhelm Ortmann.
Das Werk bedeutete für Pinter nicht nur den Durchbruch als international anerkannter Dramatiker, sondern stellt zugleich einen Wendepunkt in seinem dramatischen Schaffen dar mit der Abkehr von früher verwendeten absurdistischen Techniken und der Hinwendung zu einem zumindest äußerlich realistischen Stil.

## Inhalt
Der jüngere Aston nimmt den älteren Landstreicher Davies zum Übernachten mit auf sein Zimmer in einem heruntergekommenen Anwesen voller Gerümpel. Zuvor hat er Davies in dem Café, in dem er arbeitet, vor einer Prügelei bewahrt. Aston, der freundlich, mental aber langsam und schwerfällig ist, hat mit psychischen Problemen zu kämpfen. Die eigentliche Identität des heimatlosen Landstreichers bleibt im Unklaren: Mal behauptet er, sein wahrer Name sei zwar Davies, mal gesteht er, jahrelang als Jenkins gelebt zu haben. Um seine Identität unter Beweis stellen zu können, müsste er sich ausweisen können. Seine Papiere habe er jedoch vor Jahren bei einem Mann in Sidcup zurückgelassen. Es sei für ihn jedoch schwierig, nach Sidcup zu kommen, da das Wetter schlecht sei und er keine ordentlichen Schuhe habe.
Kaum in Astons Zimmer angekommen, lästert Davies über die Belegschaft des Cafés, über die Schwarzen und über Ausländer überhaupt. Müde und abgebrannt wie er ist, nimmt er das Angebot an, nicht ohne Aston vorher noch weitschweifig davon zu berichten, wie er versucht habe, in einem Kloster im Norden Londons ein Paar Schuhe zu erhalten. Aston bietet ihm ein Paar gebrauchter Schuhe an, das er aber ablehnt. Schließlich ziehen die beiden unter dem Gerümpel ein Bett hervor und Davies legt sich erschöpft schlafen. Aston repariert während des Gesprächs – und schließlich sogar des gesamten Stückes – entweder einen alten Toaster oder einen Elektrostecker. Beides wird ihm bis zum Ende nicht gelingen. Außerdem behauptet er, mit dem im Zimmer herumliegenden Holz im Garten hinter dem Haus einen Schuppen errichten zu wollen.
Am nächsten Morgen geht Aston aus dem Haus, bietet aber Davies an zu bleiben. Der stöbert sofort in den Sachen herum, wird aber von einem Fremden überrascht, zur Rede gestellt und mit merkwürdigen Spielchen und Fragen zu seiner Identität irritiert. Es handelt sich um Mick, Astons jüngeren Bruder, dem das Wohnhaus zu gehören scheint und der vorgibt, das baufällige Haus renovieren zu wollen, um den ganzen Komplex in eine moderne Wohnung mit Penthouse zu verwandeln. Als Aston zurückkommt und Davies Tasche mitbringt, die dieser im Café vergessen hatte, spielt Mick wieder seine Spielchen mit dem Alten, bis er schließlich verschwindet. Bei der Tasche handelt es sich allerdings nicht um die von Davies. Aston gibt zu, dass es eine andere ist, hat aber ein Hemd und eine Hausjacke für den Alten mitgebracht. Der lehnt das Hemd ab, nimmt aber die Jacke. Plötzlich bietet Aston ihm an, Hausmeister bei ihm zu werden. Davies zögert.
Als Davies wieder einmal in das Zimmer zurückkommt, ist Mick anwesend und spielt erneut sein Spielchen mit ihm, zieht ihn aber dann ins Vertrauen und fragt ihn nach seiner Ansicht über seinen Bruder, mit dem etwas nicht ganz in Ordnung sei. Auch das entpuppt sich letztendlich als Falle, obwohl er anschließend Davies unvermittelt auch seinerseits den Hausmeisterposten anbietet. Micks Motive und Beweggründe für sein widersprüchliches Verhalten gegenüber Davies bleiben indes weitgehend im Dunkeln.
Davies fängt an sich bei Aston wohlzufühlen, klagt aber eines Morgens über die Kälte und den Windzug im Zimmer. Und neue Schuhe hat er immer noch keine. Vertrauensselig berichtet Aston Davies, dass er als Jugendlicher noch vor seiner Volljährigkeit in einer Nervenheilanstalt einer Elektroschockbehandlung unterzogen wurde, nachdem seine Mutter dazu die Erlaubnis erteilt hatte. Dies erklärt seine schleppende Sprache, sein Langsamkeit im Denken, jedoch auch seinen Hang zu Basteleien mit einfachen Mitteln.
Hatte Davies ungeachtet der ihm durch Aston zuteil gewordenen Freundlichkeit bereits vorher versucht, die beiden Brüder zu seinem eigenen Vorteil gegeneinander auszuspielen, so deutet er nun das Geständnis der Krankengeschichte Astons als Zeichen seiner Schwäche und sieht die Chance gekommen, die Oberhand über seinen bisherigen Wohltäter im Kampf um die Vorherrschaft in dem Zimmer zu gewinnen.
Zwei Wochen später ist Davies immer noch da und beschwert sich bei Mick über Aston. Im Gegenzug erklärt Mick ihm detailliert, wie er das Haus umzubauen gedenkt. Als Aston zurückkommt, verschwindet Mick. Aston hat ein Paar Schuhe für Davies dabei, der allerdings ist wieder unzufrieden, klagt und jammert, bis Aston wortlos verschwindet.
Am nächsten Morgen kommt es wieder zu einem großen Streit zwischen den beiden, Davies lässt sich dazu hinreißen, Aston als ehemaligen Insassen einer Irrenanstalt und als Durchgeknallten zu beschimpfen. Als Aston ihn aus der Wohnung hinauswerfen will, zieht er ein Messer, bedroht Aston und beruft sich auf Micks Angebot. Aston lässt sich davon jedoch nicht beeindrucken und setzt Davies vor die Tür.
Davies kommt mit Mick zurück, Aston ist nicht da. Als Davies sich bei Mick über den Bruder auslässt, erkennt dieser anscheinend intuitiv die Gefahr für seinen Bruder und führt Davies in Versuchung, indem er zum Schein auf dessen Taktik eingeht. Als Davies in einem Anfall von Hybris Aston aus der Wohnung verweisen will, muss er jedoch erkennen, dass er den Zusammenhalt der beiden Brüder unterschätzt hat. Mick fängt ein weiteres Spielchen mit ihm an, nennt ihn schließlich ein wildes Tier und einen Barbaren, wirft ihm eine Münze hin und zerschmettert voller Zorn Astons kleine Buddha-Statue. Aston kommt zurück, Mick geht. Davies versucht noch einmal, sich bei Aston einzuschmeicheln, bietet Hilfe bei der Wohnung und beim Bau des Schuppens an, zieht aber den Kürzeren. Schließlich steht er hilflos im Zimmer und bittet Aston stotternd um Gnade und die Chance, trotz allem bleiben zu dürfen. Als Aston jedoch kein Wort mehr sagt, muss Davies schließlich einsehen, dass er den Kampf um die Vorherrschaft ebenso wie seine Bleibe endgültig verloren hat.

## Bedeutung
Obwohl Der Hausmeister werkgeschichtlich in Pinters Entwicklung als Dramatiker einen entscheidenden Bruch mit der traditionellen Verwendung absurder Stil- und Ausdrucksmittel oder Techniken in seinen frühen Stücken darstellt und eine Hinwendung zu einer zumindest auf der äußerlichen Ebene realistischen Darstellungsweise erkennen lässt, ist doch die Auseinandersetzung mit seinen grundlegenden Themen geblieben, wie etwa dem geschlossenen Raum, der vermeintlich sicheren Heimstatt als zu verteidigendes Territorium, der Bedrohung durch einen Eindringling sowie dem auf sprachlicher und außersprachlicher Ebene ausgetragenen Macht- oder Positionskampf.
Das Stück ist in seinem Aufbau wie auch in seinem Handlungsverlauf auf den ersten Blick überaus einfach gehalten: ein einzelner Schauplatz, nur drei Personen und eine Handlung, die simpel strukturiert ist: Ein alter heimatloser Vagant wird von dem jüngeren psychisch beschädigten Aston auf sein Zimmer mitgenommen, das anscheinend seinem Bruder Mick gehört. Dieser ist im Gegensatz zu Aston geistig wendig, intelligent und elegant. Sein Beruf bleibt unklar; er könnte ein Häuserspekulant oder Schwarzhändler sein, ohne dass es dafür jedoch eindeutige Hinweise im Dramentext gibt. Aus Einsamkeit bietet Aston dem heimatlosen Davies ein Heim und eine Position als Handlanger und caretaker an, wobei die deutsche Übersetzung des titelgebenden Begriffs als „Hausmeister“ die konnotativen Nuancen des englischen Originalbegriffs nicht völlig wiedergibt. Als Beweis seiner Freundschaft und seines Vertrauens gesteht Aston dem Vaganten seine zurückliegende Elektroschockbehandlung, die eine Erklärung für seine geistige Langsamkeit und schleppende Sprache liefert. Davies ist jedoch nicht in der Lage, diesen Vertrauensbeweis wertzuschätzen, und versucht die eingestandene Schwäche Astons zu seinem eigenen Vorteil zu nutzen. Der jüngere Bruder Mick erkennt jedoch intuitiv die drohende Gefahr für Aston und führt seinerseits Davies in Versuchung, in dem er scheinbar auf dessen Taktik gegen Aston eingeht, um ihn zu entlarven. Die beiden Brüder zeigen sich solidarisch; am Ende muss der um Gnade bettelnde Davies sein neues Heim verlassen; Astons Schweigen in dem Schlusstableau bedeutet sein Todesurteil.
Die augenfällige Simplizität des Werkes suggeriert auf den ersten Blick Esslin zufolge „Armeleuterealismus“ und „Milieuschilderung auf der Line des kitchen-sink-Dramas“, vergleichbar mit den Werken von Osborne und Wesker in der neuen Welle der englischen Nachkriegsdramatik. Diese erste Eindruck erweist sich jedoch bei näherer Betrachtung als verfehlt, da es nach Esslin in Pinters Werk nicht um eine sozialkritische Ausrichtung geht. Die Zeichnung des sozialen Hintergrundes und der gesellschaftlichen Bezugskoordinaten der dramatischen Figuren sind dafür zu ungenau und haben ebenso wenig eine repräsentative Gültigkeit: Davies ist kein typischer Arbeitsloser oder Vertreter der Arbeiterklasse; ebenso wenig repräsentiert Mick in charakteristischer Weise den erfolgreichen Geschäftsmann oder Unternehmer. Auch die soziale Zuordnung Astons am Rande der Gesellschaft bleibt äußerst verschwommen; zudem ist der Konflikt zwischen den dramatischen Personen persönlicher, nicht aber sozialer Natur.
Eine Einordnung des Stückes als psychologischer Realismus ist nach Ansicht Esslins und zahlreicher anderer Interpreten ebenso wenig überzeugend, da die Exposition zu vage bleibt und die Zuschauer zu wenig über das Vorleben der Figuren erfahren.
Allerdings gibt es in der weiteren Deutungsgeschichte des Werkes durchaus Versuche, The Caretaker auf einer metaphorischen Ebene als ein politisches Stück zu interpretieren. So sieht etwa Graham Woodroofe in dem Stück einen Bezug auf die Rassenspannungen in Großbritannien in den 1950er Jahren. Davies’ Fremdenfeindlichkeit und seine verbalen Angriffe auf die „Griechen, Polen, Schwarzen und überhaupt alle Ausländer“ („Greeks, Poles and Blacks, all them Aliens“) liegen nach dieser Deutung darin begründet, dass Davies aggressiv auf die fehlende Anerkennung seiner sozialen und ethnischen Überlegenheit durch die Gruppen reagiere. Die Fremdenfeindlichkeit von Davies äußert sich demzufolge ebenso in seiner Ablehnung der indischen Familie, die als neue Bürger aus den Commonwealth-Ländern in unmittelbarer Nachbarschaft von Astons und Micks Heim leben. Auf Fragen nach seinem eigenen ethnischen Hintergrund reagiert Davies auffällig ausweichend; einerseits vertritt er nach Goodroffe die Art von Haltung, die den Ruf nach stärkerer Einwanderungskontrolle begleitete; andererseits ist er selber das ungehaltene Opfer von Rassenvorurteilen: „On the one hand he espouses the kind of racist attitudes that accompanied the call for immigration controls, but on the other hand he is the indignant victim of racial prejudice.“ Für Goodroffe steht Davies daher sinnbildlich in zeitgeschichtlicher Hinsicht für das erlittene Schicksal der neuen Einwanderer in Großbritannien.
In anderen allegorischen Ausdeutungen, von denen Pinter selber sich allerdings distanziert hat, wird Davies dagegen als Verkörperung des Wandernden Juden oder von James T. Boulton als archetypisches Symbol des Lebensweges gedeutet, das allerdings ironisch konnotiert sei, da es für den heutigen Menschen grundsätzlich kein Ziel und keinen planvollen Weg mehr gebe: „… by selecting a tramp as his main character he introduces the archetypal symbol of life as a journey. It is not introduced with the formality of Beckett in Waiting for Godot where one is always aware of its presence; rather the symbol is unobtrusively established by Davies’ frequent references to his journeying ‚on the road‘ and his repeated requests for shoes-‚I can’t get anywhere without a pair of good shoes‘ … Furthermore, the symbol is associated with something of the irony that is found in Beckett’s play: life may be a journey but for present-day humanity it has no certain destination and there is little compulsion purposefully to undertake it.“
Trotz des erklärten Verzichts auf allzu offensichtliche allegorisch-symbolische Gestaltungsmittel geht es Pinter in The Caretaker ebenso wie in seinen übrigen Werken in erster Linie um die Thematisierung der existentiellen Situation des Menschen in einer nicht eindeutig definierbaren und daher geheimnisvoll oder undurchschaubar erscheinenden Außenwelt. Spürbar ist vor allem am Anfang die für Pinters Werke charakteristische, undefinierbare Angst vor etwas Bedrohlichem, „was draußen vor der Tür steht“ und in eine relativ gesicherte Innenwelt eindringt, um sie zu zerstören.
Ausgangspunkt für Pinters Dramatik ist für ihn auch in diesem Stück eine Situation, die er beobachtet, geträumt hat oder einfach nur verfolgt: Einem Heimatlosen wird ein Heim angeboten. Daraus ergeben sich zwingend weitere Fragen wie etwa die nach seinem anschließenden Verhalten oder seinem Vermögen, die eingeräumte Chance nutzen zu können.
Davies scheitert hier an seinem Unvermögen, der Versuchung zu widerstehen, Überlegenheit über einen anderen Menschen zu erlangen, und ist in dieser Hinsicht teilweise vergleichbar mit einem tragischen Helden, der durch seine eigene Hybris oder sein Übermaß an Stolz scheitert.
Zugleich zeigt Pinter auf strikt realistischer Ebene die Zerstörung von Astons Persönlichkeit, dessen Tragik in dem Übermaß an Fantasie liegt, über die er vor seiner Elektroshock-Behandlung verfügte. Vor seiner Behandlung redete er zu viel und zu schnell; jetzt spricht er langsam und wenig. Von seinem sozialen Umfeld konnte Astons exzessive Fantasie nicht geduldet werden; Aston fühlte jedoch sicher, dass ihm dies nicht ohne die Einwilligung seiner Eltern angetan werden konnte. Durch das Einverständnis seiner Mutter wurde er, der von Pinter in seiner früheren Persönlichkeit als durchaus visionär oder künstlerisch gezeichnet wird, jedoch gleichsam seelisch kastriert.
Um die Situation des Individuums in der Welt auszuloten und darzustellen, verwendet Pinter auf dem Hintergrund seiner eigenen Erfahrungen als Schauspieler eine „phänomenologische Dramaturgie“: Vorgefasste Meinungen oder Begriffe sind außer Acht zu lassen; es geht vorrangig darum, wie der Dramatiker die Welt seiner Figuren sieht und was er darüber aussagen kann. In dieser Hinsicht verneint Pinter das Recht des Dramatikers auf eine von Anfang an fixierte Exposition und Vorgabe einer genau definierten Biografie für seine dramatischen Personen. Tritt eine Person auf die Bühne, so kann sie für Pinter nur das zum Ausdruck bringen, was sie über sich ausdrücken will, ungeachtet des verifizierbaren Wahrheitsgehaltes: „Der Wunsch nach verifizierbaren Tatsachen ist verständlich, kann aber nicht immer erfüllt werden. Es gibt keine scharfen Unterschiede zwischen dem Wirklichen und dem Unwirklichen, noch zwischen dem Wahren und dem Falschen. Eine Sache ist nicht notwendigerweise wahr oder falsch; sie kann sowohl wahr als auch falsch sein. … Ein Figur auf der Bühne, die keine überzeugenden Beweise für oder Auskünfte über ihr vergangenes Erleben, ihr gegenwärtiges Verhalten oder ihre Bestrebungen vorweisen noch eine umfassende Analyse ihrer Motive geben kann, ist ebenso legitim und beachtenswert wie eine Figur, die das beunruhigenderweise alles zu tun vermag. Je intensiver ein Erlebnis ist, dessen unartikulierter wird sein Ausdruck.“ (Im Original: „The desire for verification is understandable but cannot always be satisfied. There are no hard distinctions between what is true and what is false. The thing is not necessarily either true or false; it can be both true and false … A character on the stage who can present no convincing argument of information as to his past experience, his present behaviour or his aspirations, nor give a comprehensive analysis of his motives is as legitimate and as worthy of attention as one who, alarmingly, can do all these things. The more acute the experience the less articulate its expression.“)
Demgemäß sieht Pinter seine Aufgabe als Dramatiker darin, ein Bild der Welt seiner Figuren zu zeigen, wie sie von ihm als Beobachter erlebt werden oder für ihn zugänglich sind: Auch wenn in der Realität Menschen, die über ihre Vergangenheit sprechen, lügen, ihre Erinnerung lückenhaft ist, ihre eigenen Motive ihnen nicht bewusst sind, von ihnen missverstanden werden oder aufgrund einer begrenzten Ausdrucksfähigkeit nicht klar oder vollständig artikuliert werden können, so darf der Dramatiker Pinter zufolge nicht versuchen, darüber zu entscheiden, was wahr oder falsch ist. Das bedeutet, dass er die Welt nicht eindeutiger darstellen darf, als sie ihm im realen Leben erscheint.
Pinters eigener Darstellung zufolge ist die Vieldeutigkeit daher beabsichtigt; stimmige Versuche, seinem Werk einen einzigen zusammenhängenden Sinn zu geben, sind zum Scheitern verurteilt.
Auf diesem Hintergrund wird mit der Unbestimmtheit sowohl der dramatischen Welt als auch der Figuren selber vor allem der Dialog zum organisierenden und strukturbildenden Element in Pinters The Caretaker.
Konsequenterweise bringt Pinter in seiner Dialogführung mit äußerster Präzision die realen Sprachgewohnheiten der unteren Schichten, aber auch die Sprachverfehlungen seiner Figuren zum Ausdruck. Verbunden mit stimmigen Sprachrhythmen gestaltet er geradezu authentisch die Sprachverwendung „mit allen Tautologien, Solozismen, Kalauern, Wiederholungen, Mißverständnissen, falsch angewandten Fremdwörtern, falscher Grammatik und Unlogik“.
Dabei dienen beispielsweise die sprachlichen Tautologien jedoch nicht primär zur Offenlegung der sprachlichen Armut der Personen: In den Dialogen zeigen sie vor allem die Langsamkeit der Denkprozesse bei einem benachteiligten Menschen wie Davies, der mehrfach längere Zeit braucht, um die Gedankengänge des sprachgewandten Mick nachvollziehen zu können. Auch die typischen Pausen im Dialog, die ein wesentliches Merkmal der Sprachtechnik des Stückes ausmachen, werden dramaturgisch funktional eingesetzt: Nur nach längeren Denkpause oder einem längeren Nachdenken kann Davies eine neue Einsicht oder einen neuen Gedenken sprachlich artikulieren. Komisch wirkt es an mehreren Stellen, wenn er nach solchen gedanklichen und sprachlichen Pause nur mehr den gleichen Gedanken wie zuvor äußern kann. Der mit den Pausen begründete dramatische Subtext verweist hier also nicht auf das, was in den Figuren unterhalb der eigentlichen Artikulationsebene vorgeht, oder macht dies fühlbar, sondern enthüllt vielmehr die eigentliche Leere im Kopf des Sprechenden.
Eine komische und mitunter auch tragische Wirkung entsteht in Pinters Dialoggestaltung zudem dadurch, dass Dialoge entstehen, die zwischen Personen mit unterschiedlicher Auffassungsgabe dazu führen, dass der eine Spreche dem anderen vorauseilt, während dieser nachhinkt. Auf diese Weise ergibt sich eine Art von Synkopation oder Prokrastination, wenn die Antwort auf eine Frage erst mehrere Repliken später gegeben wird, mit der Folge, dass die Personen aneinander vorbeireden. So reagiert vor allem Davies immer wieder mit entsprechender Verzögerung drei oder vier Repliken später auf die Bemerkungen oder Fragen von Aston oder Mick. Verschiedene Interpreten oder Kritiker des Stückes haben Pinters Dialoggestaltung daher unter den Begriff der Nicht-Kommunikation subsumiert. Pinter selber hat sich jedoch gegen eine solche Behauptung, seine Dramatik sei eine Dramatik der Nicht-Kommunikation wiederholt verwahrt. Nach seinen Aussagen geht es ihm primär darum, die Schwierigkeiten der Kommunikation zwischen den Individuen aufzuzeigen.

## Entstehung
Pinter hat bei mehreren Gelegenheiten betont, dass es für die Figuren keine realen Vorbilder gab, dass er allerdings zum einen aus Eindrücken und Begebenheiten seiner Zeit als junger Schauspieler in London schöpfte und zum anderen die Figuren und die freie Theaterauffassung Samuel Becketts bewundert habe. Auch aus diesem Grund hat man Pinters frühe Stücke, ebenso wie The Caretaker, immer wieder zum Theater des Absurden gerechnet, obwohl Pinter selbst dazu keinerlei Aussagen machen wollte, wie er überhaupt so gut wie nie dazu bereit war, Hinweise oder Interpretationshilfen zu seinen Stücken zu liefern.
Explizit Stellung bezogen hat Pinter jedoch zu den komischen Zügen und dem Verhältnis des Tragischen zum Farcenhaften in The Caretaker in einem Brief an die Sunday Times, der am 14. August 1960 veröffentlicht wurde: „Das Element des Absurden gehört, glaube ich, zu den hervorstechenden Merkmalen von The Caretaker, aber gleichzeitig wollte ich doch nicht nur eine amüsante Farce daraus machen. Wenn es mir nicht auch noch um andere Dinge gegangen wäre, hätte ich das Stück nicht geschrieben. […] Wo das Komische und das Tragische (in Ermangelung eines besseren Ausdrucks) eng miteinander verwoben sind, wird ein bestimmter Teil des Publikums immer dem Komischen den Vorzug geben. […] Ich persönlich finde The Caretaker komisch bis zu einer bestimmten Grenze. Jenseits dieser Grenze ist es nicht mehr komisch, und um dieser Grenze wegen habe ich das Stück geschrieben.“
Ursprünglich plante Pinter einen abweichenden Schluss des Stückes, das mit der Ermordung von Davies durch Aston und Mick enden sollte. So äußerte sich Pinter selber zu dem gewaltsamen Element, das er anfänglich in das Stück einbringen wollte: „Meine ursprüngliche Idee … war … das Stück mit dem gewaltsamen Tod des Landstreichers enden zu lassen. … Plötzlich wurde mir klar, daß das gar nicht notwendig sein würde. Und ich glaube, mit diesem Stück … habe ich dargetan, daß ich auf Kabarettmittel, Verdunkelungen und Schreie im Finstern nicht in dem Maße angewiesen bin, in dem ich sie früher gerne verwandte. Ich spüre, daß ich jetzt mit einer menschlichen Situation fertig werden kann, ohne so etwas zur Hilfe zu nehmen … Für mich ist dieses Stück wirklich nur … eine besondere menschliche Situation, die drei bestimmte Leute angeht und nicht etwa … Symbole.“
1965 überarbeitete Pinter seine ursprüngliche Version des Stückes und kürzte den Dialog und die Bühnenanweisungen um etwa 185 Zeilen für die Neuausgabe. In einem in der Literaturzeitschrift The Paris Review veröffentlichten Interview erklärte er dazu, die Anfangsfassung enthalte ebenso wie die von The Birthday Party zu viel Geschriebenes. Die vielen Worte seien für ihn zwar irritierend; sie seien beim Abfassen aber einfach aus dem Mund der dramatischen Figuren geflossen, was er nun ausglätten und eliminieren wolle: „The Birthday Party and The Caretaker have too much writing. I want to iron it out, eliminate things. Too many words irritate me sometimes, but I can’t help them, they just seem to come out – out of the fellow’s mouth.“

## Wirkung
Kritik und Theaterleitung waren vor der Uraufführung skeptisch, da die Londoner Erstinszenierung von The Birthday Party 1958 zu einem absoluten Fiasko geworden war. Allerdings ließ schon die Aufsehen erregende Premiere von Der Hausmeister vermuten, dass das Stück ein großer Erfolg werden würde. Das Publikum war begeistert und die Kritiker waren voll des Lobes. Der Hausmeister lief vor vollem Haus, musste nach wenigen Wochen ins größere Duchess Theatre verlegt werden, wurde zum Publikumsmagnet der Londoner Theatersaison 1960 und stahl dabei einer anderen erfolgversprechenden Theaterproduktion die Show: Orson Welles hatte Ionescos Groteske Die Nashörner mit Laurence Olivier in der Hauptrolle für das Royal Court Theatre inszeniert. Der junge Pinter und sein Hausmeister überboten allerdings diese Inszenierung. Die New Yorker Erstaufführung des Stückes stieß dagegen auf eher verhaltene Resonanz.
The Caretaker wurde in viele Sprachen übersetzt und weltweit ein großer Erfolg, Pinter gelang der Durchbruch zu einem berühmten jungen Theaterautor. Seit seiner Premiere gehört das Drama zu den meistgespielten Stücken Pinters, das nicht nur auf englischen Bühnen immer wieder neu inszeniert wird und mittlerweile zum festen Repertoire moderner Klassiker gehört.
Harold Pinter spielte in der erfolgreichen ersten Londoner Produktion 1960 selber die Rolle des Mick. Erst 1991 wurde das Stück unter seiner Regie inszeniert; Donald Pleasence spielte dabei noch einmal – 31 Jahre nach der Uraufführung – den Davies. Andere große Schauspieler wie John Hurt (1972), Jeremy Irons (1973), Jonathan Pryce (1980) oder Michael Gambon (2000) waren in den immer wieder neuen Londoner Inszenierungen des Stückes zu sehen.
In der literaturwissenschaftlichen Rezeption wurde das Stück bereits in den 1960er Jahren zu den besten Werken Pinters gezählt.

## Verfilmungen
- 1963 The Caretaker (GB, Regie: Clive Donner, Buch: Harold Pinter, Kamera: Nicolas Roeg, mit Donald Pleasence als Davies, Robert Shaw als Aston und Alan Bates als Mick – Harold Pinter hat einen Kurzauftritt als Gast, eine Rolle, die es im Stück nicht gab; der Film wurde u. a. produziert von Elizabeth Taylor, Richard Burton und Noël Coward.)
- 1966 The Caretaker (GB, Fernsehfilm als "ITV Play of the Week"; Regie: ?, mit Roy Dotrice als Davies, John Rees als Aston und Ian McShane als Mick)
- 1971 Viceværten (Dänemark, Fernsehfilm, Regie: Palle Wolfsberg, mit Paul Hagen als Davies, Bent Mejing als Aston und Baard Owe als Mick)
- 1973 Der Hausmeister (Deutschland, Fernsehfilm, Buch und Regie: August Everding, mit Heinz Rühmann als Davies, Gerd Baltus als Aston und Michael Schwarzmaier als Mick)
- 1984 Le Gardien (Frankreich, Fernsehfilm, Regie: Yves-André Hubert, Buch: Eric Kahane, mit Jacques Dufilho als Davies, George Claisse als Aston und Alain Fourès als Mick)
- 1984 De Huisbewaarder (Belgien, Fernsehfilm, Regie: Vincent Rouffaer und Walter Tillemans, mit Julien Schoenaerts als Davies, Bert André als Aston und Leslie de Gruyter als Mick)
- 2004 Fastighetsskötaren (Schweden, Fernsehfilm, Regie: Thommy Berggren, Buch: Thommy Berggren und Olov Jonasson, mit Ingvar Hirdvall als Davies, Johan Rabaeus als Aston und Peter Andersson als Mick)

## Deutsche Hörspielbearbeitung
- 1962: Der Hausmeister – Regie: Martin Walser, mit Horst Frank (Mick), Günther Schramm (Aston) und Gustav Rothe (Davies) (HR, Länge 87'00 Minuten)[24]

## Buchausgabe
- Harold Pinter: Die Geburtstagsfeier; Der Hausmeister; Die Heimkehr; Betrogen, Reinbek bei Hamburg: Rowohlt, 2001, ISBN 3-499-12905-1.